# Kristiansten fæstning
Kristiansten fæstning er et fæstningsanlæg beliggende i Trondheim i Norge. Fæstningen blev anlagt i 1682-1684 efter ordre fra kong Christian V som et led i at genopbygge byen efter branden den 18. april 1682. Udformningen af byen og fæstningsanlægget blev udført af Johan Caspar de Cicignon og generalkvartermester Anthony Coucheron. Donjonen (hovedtårnet) på Kristiansten ligger i direkte forlængelse af Nidarosdomens længdeakse ca. 700 meter nedenfor, og donjonen er synlig fra det meste af Trondheim. I 1700-tallet blev Kristiansten udvidet til den form, den har i dag og er et af de bedst bevarede fæstningstårne fra 1600-tallet.

## Beliggenhed
Fæstningen er anlagt på et strategisk vigtigt højdedrag oven for Bakklandet, Pappenheim og Møllenberg. Fra dette højdedrag havde svenskerne to gange tidligere, i 1564 og 1658, angrebet og kontrolleret byen. Gamle Bybro går over Nidelven til byen fra Bakklandet, og da fæstningen blev anlagt, var broen den vigtigste indfartsvej til Trondheim. Allerede i 1676 var der planlagt et fæstningsanlæg til at forsvare Trondheim på denne side, men det var først efter bybranden, at planerne blev virkeliggjort. Cicignon skal have sagt følgende om beliggenheden af anlægget:
"Deres Kongelige Majestæt kan med små omkostninger få en ypperlig fæstning og by, som desuden vil blive et værn nordenfjelds. Dersom den altså bliver bygget og udstyret med det nødvendige, ser jeg ikke hvor fjenden skal komme fra, som skal angribe et sådan punkt."

## Konstruktion
Johan Caspar de Cicignon havde ansvaret for genopbyggelsen af Trondheim efter branden i 1681, hvor han bl.a. anlagde Munkegate fra Nidarosdomen ned til havnen og Gamle Bybro, der giver direkte forbindelse op til fæstningen, som han også tegner planer til.
Grundstenen til fæstningen blev lagt af Cicignon i juli 1682, og Coucheron ledede byggearbejdet i årene derefter. Fæstningsanlægget skulle egentlig være symmetrisk stjerneformet omkring donjonen (hovedtårnet), men den blev i stedet tilpasset terrænet i en irregulær stjerneform med ni spidser. Området rundt fæstningen blev også befæstet i 1690-årene, men dette er nu revet eller bebygget. Syd for fæstningen blev der i 1691 anlagt et forsænket batteri, kaldet Christiansands batteri. I 1695 blev Møllenberg skanse opført mod øst. Desuden har der været en fremskudt post nord for fæstningen kaldet Frølichs redutt (anlagt 1720) og en mindre fremskudt befæstning mod øst kaldet Grüners redutt. I tillæg var der rum til mandskabet under voldene øst for hovedtårnet. Der findes få spor efter alt dette i dag.
Omkring 1740 blev fæstningen ombygget til den form, som den har i dag. Mod nord danner voldmuren en gård inde i fæstningen. Rundt om denne er der kasematter, hvælvede opholds- og lagerrum som blev brugt til boliger for mandskabet, køkken, fængsel og til lagring af proviant. Kasemattene er godt vedligeholdt og er stadig i brug til andre formål. Udenom kasemattene er der kun tre bygninger på Kristiansten; hovedtårnet, kommandantboligen og et vagthus. Kommandantboligen blev opført ca. 1777. Den er en beskeden bygning på én etage, med oppudset mur og halvvalmtag. Vagthuset, fra samme tid, ligger ind til kommandantboligen og har pyramideformet tag.

### Donjonen
Donjonen (hovedtårnet), der er bygget af hvidkalket granit med valmtag, er stort og monumentalt og et vartegn for Trondheim. Oprindeligt havde tårnet en grundflade på 17 x 12,5 meter, men tykkelsen af muren mod byen blev senere øget med 2,5 meter så den i dag er fire meter tyk. Tårnet har tre etager over krudtkælderen, der er delt af bjælker, som hviler på en midtersøjle af kakkelfliser. Kælderen bestod oprindeligt af to krudtkamre, der var overdækket med et solid kakkelhvælv. Stureetagen blev brugt til kommandantbolig og indeholdt stue, køkken og to kamre. Første og anden etage var kanonetager, med forstærkede bjælkelag. Skydeskårene var dækket med jernluger. I tagetagen var der bygget en kvist som blev brugt som udkigspost.

### Fæstningsporten
Fæstningsporten er bygget i fedtsten i 1746 og er udført af brødrene Rasmus og Andreas Banch, efter at de var færdige med at bygge tårnet på Vor Frue Kirke. Porten fører til en 15 meter lang passage som går skråt igennem volden. Udvendig er porten flankeret af pilastre med en trekantgavl over åbningen. På gavlen er Frederik Vs kronede monogram placeret.

## Historie
Den eneste gangen fæstningen har været i kamp, var under Den Store Nordiske Krig (1700 – 1721). Før dette var der kun stationeret få soldater på Kristiansten.

### Den Store Nordiske Krig
Under den Store Nordiske Krigs sidste dage, i efteråret 1718, tog Karl 12. af Sverige initiativet til sin anden invasion af Norge. Hovedstyrken på 40.000 mand blev sendt afsted for at angribe Fredrikshald, og en armé på 10.073 mand, 6.721 heste og 2.500 slagtedyr under ledelse af general Carl Gustaf Armfeldt blev sendt til Trøndelag for at erobre Trondheim. Armfeldts armé havde opsamlingsområde i Duved og havde afmarch derfra 27. august. Armfeldt rykkede frem mod Trondheim, som blev forsvaret af 6.900 soldater under ledelse af Vincents Budde. Budde valgte at forskanse sin undertallige styrke i den godt befæstede by og rev alt bebyggelse ned i Bakklandet (undtaget den nyopførte Bakke kirke) for at have fri skudlinje. På Kristiansten fæstning var der 76 kanoner, og her lå 1.000 mand og på Munkholmen 400 mand, mens hovedstyrken var placeret i selve byen.
De svenske tropper mødte modstand både fra de norske soldater og fra folk i landskabet, som huskede den tidligere svenske okkupation af Trøndelag. Armfeldt fik ikke det tunge artilleri til belejring med sig, og han havde også problemer med at få sine proviantforsyninger frem, og vinteren satte ind. Han nåede frem til Trondheim i begyndelsen af november og belejrede byen, men kunne ikke true fæstningen uden det tunge artilleri. Kristiansten var godt rustet og havde mad til seks måneder. Armfeldts styrker holdt sig godt udenfor skudhold af fæstningens kanoner. Ved et tilfælde, da svenskene opholdt sig i Lade, blev der løsnet skud mod dem fra Munkholmen, men skuddene nåede dem ikke. Karl 12. var ikke fornøjet over Armfeldts indsats og gav ham ordre om at indtage byen. Armfeldt valgte imidlertid at trække sine styrker tilbage i retning af Melhus og Gauldalen.
Overnatning under åben himmel og mangel på proviant medførte at mange af de svenske soldatene blev syge, og Armfeldts styrke blev næsten halveret til 4.000 mand. Den svenske kong Karl 12. blev dræbt ved Fredriksten 11. december, men det skulle gå en måned før meldingen kom frem til Armfeldt. Han startet tilbagetoget til Sverige 12. januar 1719. På vej over fjeldet fra Tydalen blev vejret meget dårligt med sne, kulde og kraftig vind.
Da uvejret havde lagt sig, kom kaptajn Jens Henrich Emahus op på fjeldet med en trop af skiløbere, og hans rapport fortæller i al sin enkelthed om den katastrofe som havde ramt Armfeldts armé: "Det var et sørgeligt og gyseligt syn! Menneskene lå døde i hobe på 30, 40, 50 og flere, i fuld mundering med tasker på ryggen, nogle med geværet på armen, andre lå døde på vejen med mad i hånden, ja endog i munden. Rytterne stod på hovedet i sneen langs vejene, således som de var kastet af hestene, man havde slået kolberne af sine geværer for at lave op ild med (…), nej, jeg kan ikke beskrive det. Jo længere man kom op på fjeldet, des flere døde mennesker og heste fik man at se".
2.200 soldater frøs ihjel, 1.400 døde senere af frostskader og 450 blev invalide (kilderne varierer i antallet af omkomne). Armfeldts retræte er blevet sammenlignet med Napoleons retræte fra Moskva.
Men de norske tropper på Kristiansten havde også lidt tab. Fæstningen var overbefolket og forholdene var usunde. Det var pengemangel, og hverken officerer eller soldater fik løn. De manglede vigtigt udstyr som madrasser, uniformer og våben, og mange af soldatene døde af disse forhold under belejringen.

### Lejesoldater og kirkehistorie
Kristiansten fæstning indtager også en lille, men interessant plads i kirkehistorien. Besætningen på fæstningen var i stor grad lejesoldater. I forbindelse med den forestående Venuspassagen i 1769 havde kong Christian VII indbudt en fremstående astronom fra Wien, jesuitpræsten Maximilian Hell, til at tage til Vardø for at foretage observationer der. Sammen med en lægbror fra samme orden, lingvisten Johannes Sajnovics, rejste han nordpå. En kirkelig interessant hændelse fandt sted da de to jesuitter besøgte Trondhjem på vejen. Her opholdt sig 155 udenlandske katolske landsknægte på fæstningen, der var afskåret fra enhver katolsk rådgivning. Men Hell skaffede sig tilladelse til at afholde messe for dem, og ikke mindre end 146 av soldatene modtog sakramente.

### Nedlæggelse af fæstningen
Karl 3. Johan besluttede i 1816 at Kristiansten fæstning skulle nedlægges og at den skulle overlades til "tidens ødelæggelse". Fæstningens redning var at det blev bestemt at brandbatteriet skulle holdes i stand. Kanonerne skulle varsle byens beboere hvis det opstod brand.

### 1905 Unionsopløsningen
Den 9. juni 1905 blev orlogsflaget med unionsmærket taget ned for sidste gang, og det rene splitflag hejst under militær honnør og salut. 18. november 1905 blev der igen saluteret med 21 skud fra Kristiansten Fæstning i forbindelse med at Prins Carl af Danmark var blevet valgt til konge af Norge under navnet Haakon 7..

### Anden verdenskrig
Den 9. april 1940 klokken 04:30 ankom 1.500 tyske soldater til Trondheim. Inden klokken 09:00 var alle vigtige steder i byen besat uden kamp. Ingen skud blev løsnet for at stoppe de tyske tropper. Kristiansten lå forladt og fæstningens forfald var begyndt.
Tyskerne så fortpotentiale i fæstningen, specielt med tanke på propaganda og symbolværdi. De startede en oprustning af fæstningen og installerede mindre luftværnskyts på stedet, i lighed med mange andre steder i byen.
Under 2. verdenskrig brugte tyskerne også Kristiansten som rettersted. Omkring 30 norske frihedskæmpere blev henrettet her, og et ukendt antal personer af andre nationaliteter. Det er opsat en mindetavle over de norske patrioter som blev henrettet på fæstningen under krigen.
Etter krigen blev fæstningen brugt til henrettelse af dødsdømte krigsforbrydere. De mest kendte er:
- Henry Oliver Rinnan. Henrettet 1. februar 1947.
- Gestapochef i Trøndelag, oberstløjtnant Gerhard Flesch. Henrettet 28. februar 1948.

## Kristiansten i dag
I forbindelse med Trondheims 1000-årsjubilæum i 1997 gennemgik fæstningen en omfattende renovering. Det blev projektører, der oplyser fæstningen efter solnedgang, og en af fæstningens kasematter blev indrettet til mindekapel. 
I dag ejes Kristiansten af staten og er administrativt fredet. I 2001 besluttet Stortinget at Kristiansten ikke længere skulle være i militær brug, men udvikles til civilt brug. Det er Nasjonale Festningsverk som forvalter anlægget. Det bliver affyret salutter fra Kristiansten ved kongelige fødselsdage og ved kongens besøg i Trondheim. Salutteringen gennemføres af Salutkompagniet til Trøndelag Heimevernsdistrikt 12. Flagning på fæstningen varetages af Forsvarsbygg, og forsvaret holder fortsat kommandantfunktionen ved lige. Fra 1. januar 2011 blive denne funktionen varetaget af chefen for Luftkrigsskolen, Oberst Ole-Asbjørn Fauske.

### Som museum
Kristiansten bliver er betragtet som et museumsområde og er et populært mål for gåture. Donjonen (hovedtårnet) er åben for publikum onsdag til søndag 10:00-16:00 om sommeren (gratis adgang) og udstiller forskellige militærhistoriske artefakter fra Rustkammeret. Mandag og tirsdag er fæstningen lukket. De udendørs områder er tilgængelige uden for åbningstiden så længe restauranten er åben. Om sommeren foregår der mange aktiviteter på fæstningen. På området i og omkring fæstningen bliver der arrangeret forskellige kultuarrangementer, diverse børneaktiviteter, guidede turer og historisk aktivitetsteater.
Kommandantboligen fra 1777 blevet restaureret og tilbageført til den oprindelige stand i 2005. I maj 2011 åbnede Restaurant Kommandanten i boligen efter at Vertshuset Festningen lukkede i 2010. Fire kasematter er i brug for selskaber, koncerter og andre arrangementer. Kasematterne har hvælvede sale som kan rumme op mod 90 personer.